# ヘラクレス (陸上競技)
ヘラクレス (Herculis) は、モナコで開催される国際陸上競技大会。モナコ陸上競技連盟により創設された。1987年9月17日にスタッド・ルイ・ドゥで第1回大会が行われて以来、毎年1回開催されている。開催時期は年度によって変動しており、2011年は7月22日に行われた。1998年から2002年までの間はIAAFゴールデンリーグの1大会として開催され、2003年から2005年の3年間はIAAFワールドアスレチックファイナルの舞台となった。2010年以降はダイヤモンドリーグの1大会として開催されている。日本語ではモナコ国際とも表記される。